# Blasiistraße 16 (Quedlinburg)

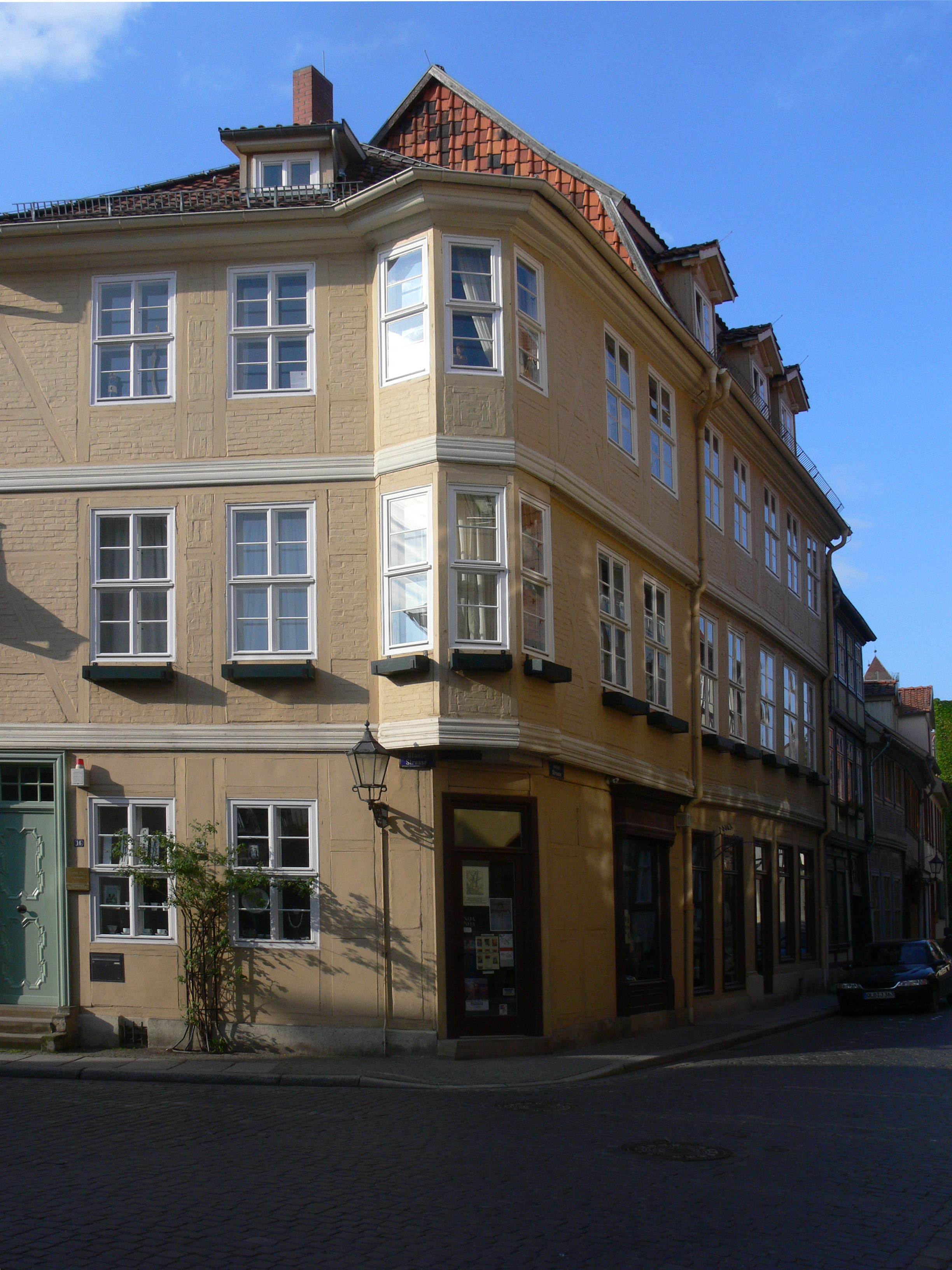
Haus Blasiistraße 16

Blasiistr. 16 mit Delikatessengeschäft um 1900

Das Haus Blasiistraße 16 ist ein denkmalgeschütztes Wohnhaus in der Stadt Quedlinburg in Sachsen-Anhalt.

## Lage
Es befindet sich südwestlich des Marktplatzes der Stadt an der Ecke der Blasiistraße zur Hohen Straße und gehört mit zum UNESCO-Weltkulturerbe. Im Quedlinburger Denkmalverzeichnis ist es als Wohnhaus eingetragen.

## Architektur und Geschichte
Das dreigeschossige Fachwerkhaus wurde in der Zeit um 1780 weitgehend umgebaut, ist jedoch in Teilen älter. Vom Vorgängerbau sind im Inneren des Hauses Reste von Wandmalereien und Türen erhalten geblieben. Andere Angaben sehen das Gebäude eher als Neubau. Städtebaulich ist es aufgrund der markanten Ecklage von besonderer Bedeutung. Die Ecke wird durch einen kleinen Erker betont. Das Fachwerk ist in der Form des Ständerrhythmus errichtet. Die Gefache sind mit Ziegelsteinen ausgemauert. Darüber hinaus besteht eine Profilbohle. Der westliche Teil des Hauses ist mit einem Mansarddach bedeckt. 
Die Fassade ist gelbgrau gestrichen und entspricht nach den Bauuntersuchungen der Gestaltung um das Jahr 1780. Die Fachwerkelemente und die Ausfachungen der Gefache sind dabei im gleichen Ton gehalten. Die Gurtgesimse sind hingegen durch eine hellere Farbgebung betont. Diese farbliche Gestaltung besteht jedoch erst wieder seit Anfang des 21. Jahrhunderts. Noch Ende des 20. Jahrhunderts waren die Gurtgesimse und Fachwerkelemente dunkel, die Gefache hingegen hell gestrichen.
Die Raumaufteilung im Gebäude ist weitgehend erhalten und wurde nur durch die Einrichtung moderner Sanitärräume verändert. Im Übrigen sind aus der Zeit des Umbaus diverse Details der Raumgestaltung und der Ausstattung erhalten. So ist die barocke, mit einem Oberlicht versehene, Haustür erhalten. Auch Türen im Inneren des Gebäudes sind in dieser Zeit entstanden. Zum Teil sind sie bemalt und mit verzierten Beschlägen aus Messing oder Schmiedeeisen versehen. Darüber hinaus sind auch die Treppen samt Geländern sowie vierflügelige Fenster aus dieser Zeit vorhanden. Im Gebäude sind auch barocke Holzfußböden mit ihren ursprünglichen Gliederungen und Intarsien erhalten. In einem Raum zur Straße hin, ist ein Rest einer barocken Malerei zu erkennen, die ursprünglich das ganze Zimmer einnahm.
Das Adreßbuch der Hausbesitzer der Stadt Quedlinburg von 1878 weist einen Kaufmann namens Koch als Besitzer des Hauses aus. Um 1900 beherbergte das Haus unter dem Namen L. Beilfuß ein Geschäft für Südfrüchte und Delikatessen. 

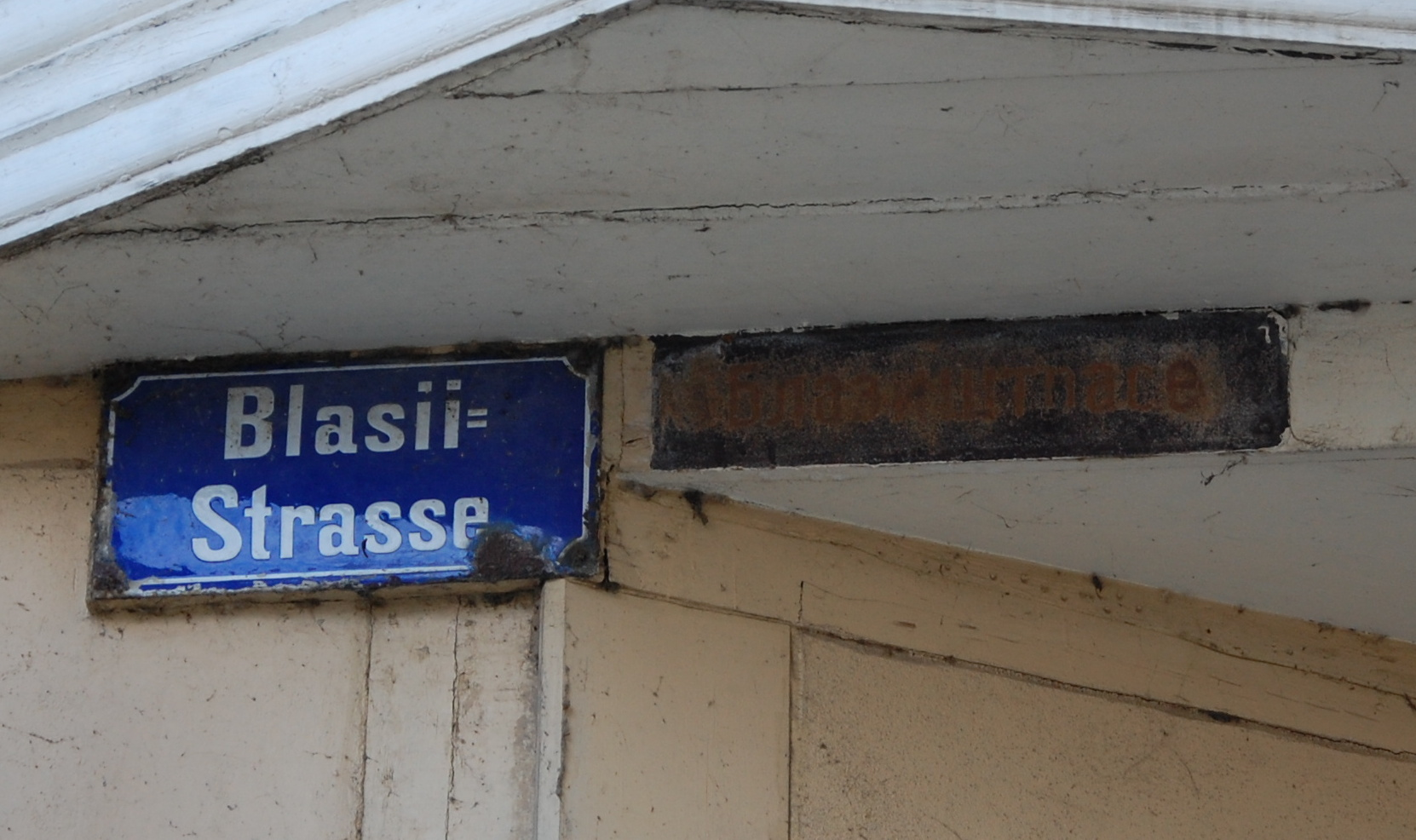
Straßenschilder am Gebäude, rechts das unleserlich gemachte Schild mit kyrillischer Schrift im Jahr 2013

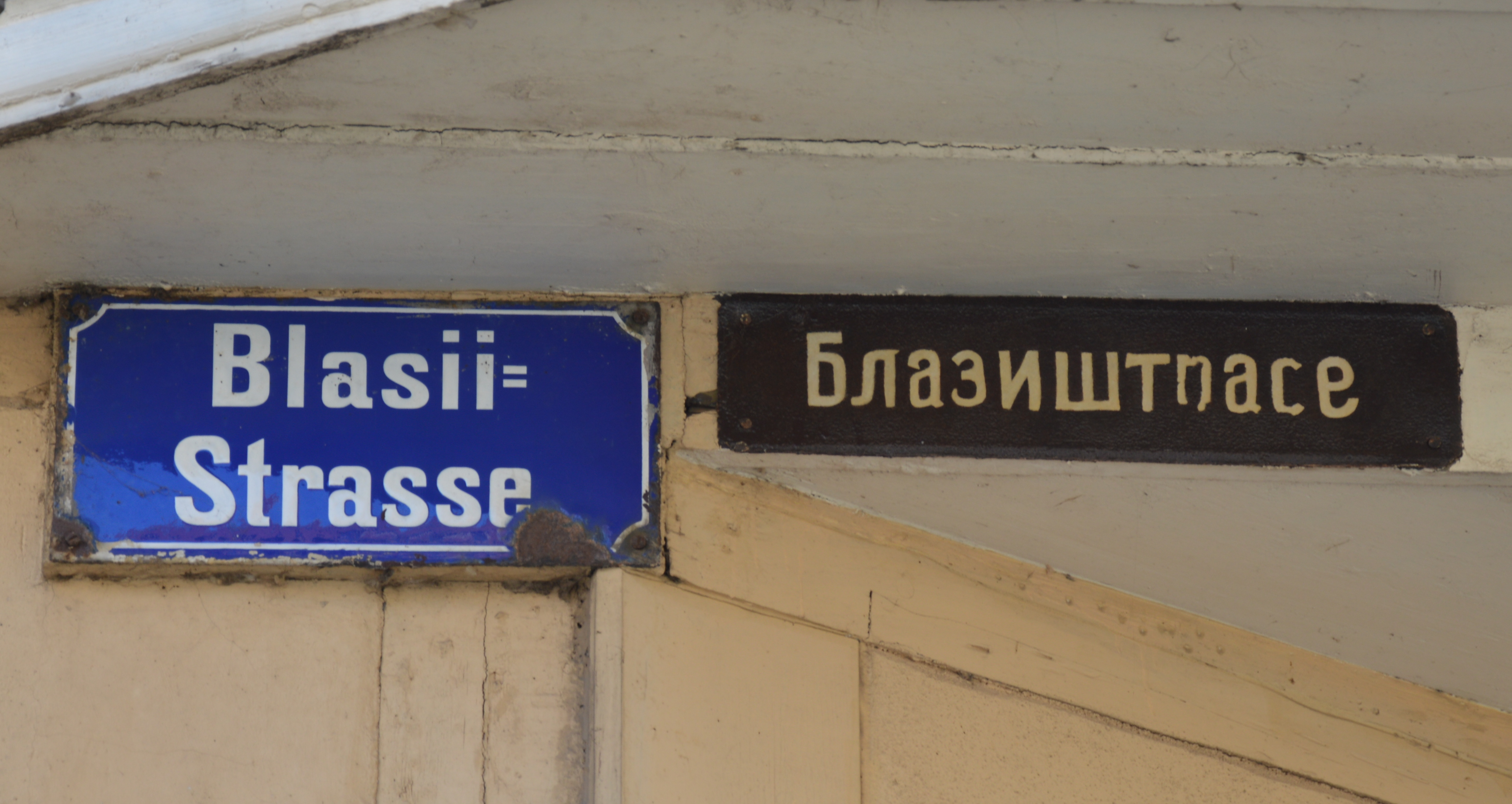
Lesbares Schild, 2016

Am Haus befinden sich aufgrund der Ecklage auf die angrenzenden Straßen verweisende Straßenschilder. Bemerkenswert ist dabei ein aus der Zeit nach dem Zweiten Weltkrieg erhaltenes Schild Блазиштрасе, welches in kyrillischer Schrift den Namen Blasiistraße wieder gibt. Das Schild geht auf eine Forderung der sowjetischen Besatzungsmacht zurück, wonach neben Orts- und Straßennamen auch jeweils kyrillische Beschriftungen zu setzen waren, um Angehörigen der Besatzungstruppen die Orientierung zu erleichtern. Während vergleichbare Schilder andernorts später entfernt worden waren, wurde das Schild an der Blasiistraße 16 erst nach einer Fassadenreinigung wieder sichtbar. Zwischenzeitlich war es jedoch wegen einer Verunreinigung nur schwer lesbar.